# منار علم و جهل
منار علم و جهل از آثار تاریخی شهر کابل در افغانستان است. این منار به یادگار پیروزی بر شورش مشهور به ملای لنگ برضد نهضت افغانستان ساخته شده‌است.

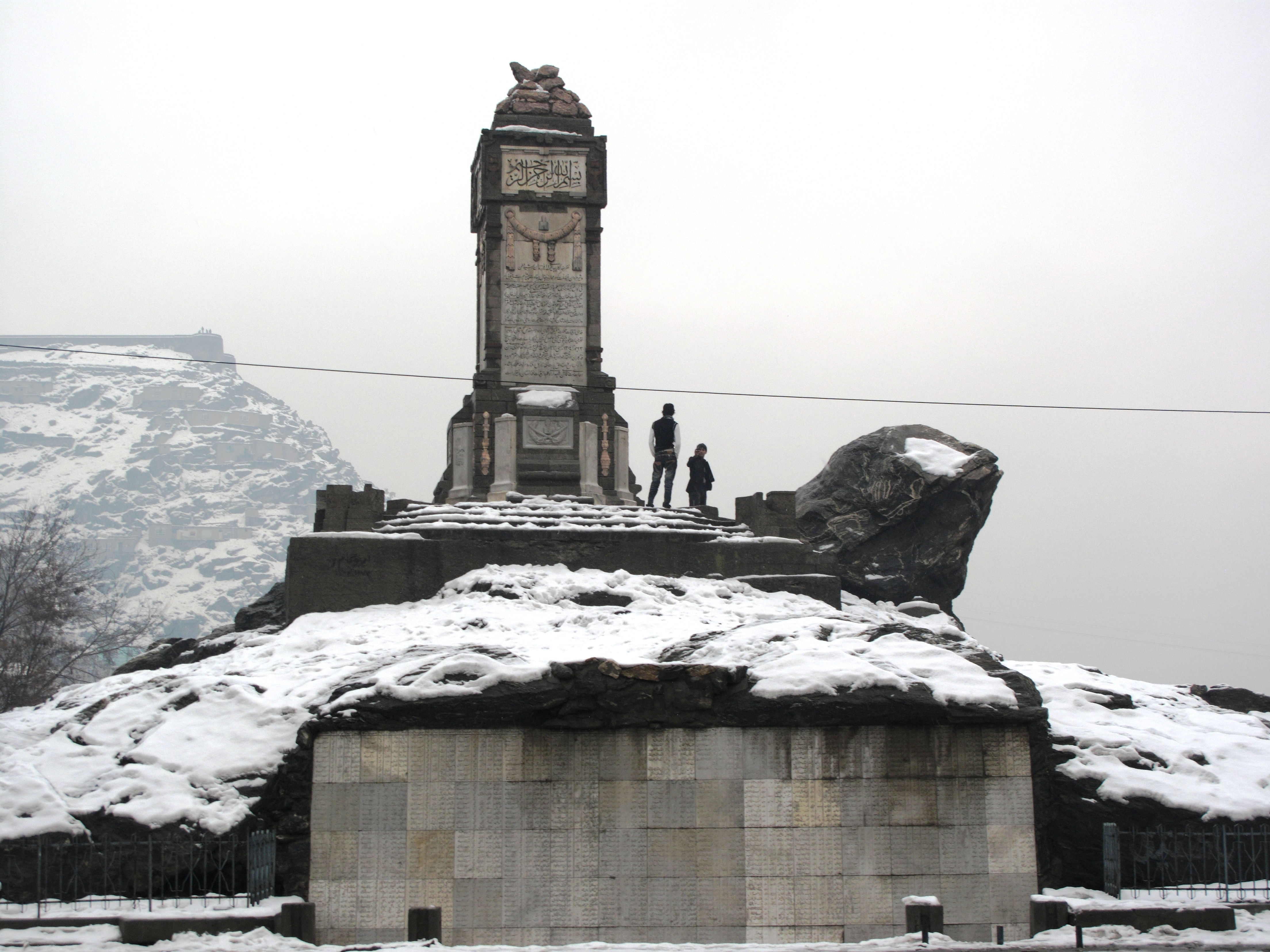
منار علم و جهل

این منار در فراز تپه کوچک در کنار پارک احمدشاهی کابل در مقابل نوآباد بریکوت به شکل مقبول و مرغوب از سنگ‌های رنگین و ظریف بنا یافته‌است و در اثر جنگ‌ها آسیب دیده است.
بعد از استقلال افغانستان آثار و کتیبه‌های مهم تاریخی افغانستان به وسیلهٔ خطاط نامدار سدهٔ بیستم کشور، استاد سید محمد داؤد الحسینی و برادر بزرگ او سید محمد ایشان حسینی خطاطی شده‌است که از آن جمله منار علم و جهل و طاق ظفر پغمان است. فکری سلجوقی در کتاب «ذکر برخی از خوشنویسان و هنرمندان، تعلیقات بر دیباچهٔ دوست محمد هروی، کابل ۱۳۴۷ خورشیدی»، در صفحهٔ ۷۷ در مورد سید محمد داؤد الحسینی چنین می‌نویسد: «جناب سید داؤد در خط نستعلیق و شکسته از نوادر روزگار و از اساتید گرانمایهٔ این فن شریف و هنر لطیف می‌باشد. در ریز نویسی شهرت به سزایی دارند. چنان‌که بر یک‌دانه برنج باریک سوره‌های حمد شریف و اخلاص را معهٔ تاریخ و امضاء نوشته‌اند که عقل بیننده را به حیرت می‌اندازد. علی ای حال آقای سید محمد داؤد در خط نستعلیق از اساتید معاصر می‌باشند که به دست سحر بنان خویش چراغ عماد و رشید و میر عبدالرحمن را روشن می‌دارند.» سید محمد داؤد الحسینی یکی از بیدل شناسان پر آوازهٔ کشور نیز بود که در مورد زندگی، آثار، افکار و موجودیت قبر میرزا عبدالقادر بیدل در محلهٔ یکه ظریف واقع در خواجه رواش کابل پژوهش‌های زیادی کرده‌است. یکی دیگر از آثار گرانبهای خطاطی سناتور سید محمد داؤد الحسینی لوحه سنگ قبر حکیم ابوالمجد مجدود بن آدم سنائی غزنوی می‌باشد.